# Президентские выборы в Чили (1910)
Досрочные президентские выборы в Чили проходили 15 октября 1910 года в связи со смертью президента Педро Монтт. Педро Монтт умер от инсульта 16 августа 1910 года. Заменивший его вице-президент Элиас Фернандес также умер менее, чем через месяц, 6 сентября. Новый вице-президент Эмилиано Фигероа назначил новые выборы. Политические партии пришли к соглашению о выдвижении единого кандидата как символа единения в ознаменование столетия чилийской независимости. Таким компромиссным кандидатом стал либерал Рамон Баррос Луко, который „не для кого не представлял угрозы“.

## Результаты
| Кандидат          | Партия                      | Голоса | %    |
| ----------------- | --------------------------- | ------ | ---- |
| Рамон Баррос Луко | Либеральный альянс/Коалиция | 268    | 100% |
| Всего             |                             | 268    | 100% |